# Wrzosowisko w Orzechowie
Wrzosowisko w Orzechowie este o arie protejată (sit de importanță comunitară — SCI) din Polonia întinsă pe o suprafață de 18,84 ha, integral pe uscat.

## Localizare
Centrul sitului Wrzosowisko w Orzechowie este situat la coordonatele 51°27′35″N 23°01′34″E / 51.4596°N 23.026°E.

## Înființare
Situl Wrzosowisko w Orzechowie a fost declarat sit de importanță comunitară în octombrie 2009 pentru a proteja un număr necunoscut de specii din flora spontană și fauna sălbatică aflate în arealul zonei.

## Biodiversitate
Situată în ecoregiunea continentală, aria protejată conține 1 habitat natural: Pajiști uscate europene.
La baza desemnării sitului se află un număr nedeclarat de specii protejate.